# Kanton Saint-Saulge
Kanton Saint-Saulge (francouzsky Canton de Saint-Saulge) je francouzský kanton v departementu Nièvre v regionu Burgundsko. Tvoří ho 11 obcí.

## Obce kantonu
- Bona
- Crux-la-Ville
- Jailly
- Montapas
- Rouy
- Saint-Benin-des-Bois
- Sainte-Marie
- Saint-Franchy
- Saint-Maurice
- Saint-Saulge
- Saxi-Bourdon